# Kluivert Roa
Kluivert Ferney Roa Núñez  (San Cristóbal, 3 de noviembre de 2000-ibíd., 24 de febrero de 2015), fue un estudiante venezolano de bachillerato, asesinado por un funcionario de la Policía Nacional Bolivariana, en una protesta contra el presidente Nicolás Maduro; Kluivert no se encontraba manifestando. El hecho conmocionó a la población de dicho país.

## Primeros años
Kluivert Ferney nació en San Cristóbal, Táchira, uno de los tres hijos de Erick Roa y Vivian Núñez. Roa cursaba segundo año de bachillerato en el Colegio Agustín Codazzi en San Cristóbal y fue miembro del Movimiento Scout en Venezuela. Asimismo entrenó como preselección del equipo de baloncesto Panteras del Táchira, al mismo tiempo asistió al primer nivel de discipulado en Pastores de la iglesia evangélica «Jesucristo es el Rey».

## Asesinato
El 24 de febrero de 2015, tras salir de clases, Roa se encontró con una manifestación la cual se estaba llevando a cabo aproximadamente a las 10:30 a. m. en el sector Barrio Obrero, cerca de las inmediaciones de la Universidad Católica del Táchira (UCAT), de acuerdo con testigos presenciales, «Roa ayudaba a un estudiante herido cuando en ese momento uno de los manifestantes se percató que se acercaban los efectivos de seguridad. El joven se escondió debajo de un coche, pero lo descubrieron y le dispararon a quemarropa», el impacto a la altura del cráneo, con exposición de masa encefálica. Su cuerpo fue trasladado al Hospital Central de San Cristóbal; pero ya se encontraba exánime desde las 11:00 a. m.
El disparó lo efectuó Javier Osias Mora Ortíz, un funcionario de la Policía Nacional Bolivariana (PNB). Posteriormente fue detenido y recluido en la Cárcel de Santa Ana del Táchira, bajo los cargos de «delitos de homicidio intencional calificado por motivos fútiles e innobles», «uso indebido de arma orgánica y quebrantamientos de pactos y convenios internacionales».
El 8 de abril de ese mismo año, El Ministerio Público condenó a dieciocho años, al imputado del asesinato. Los fiscales 79° nacional y 16° del estado Táchira, Dilcio Cordero y Karina Hernández, respectivamente, ratificaron la acusación contra el PNB por incurrir en los delitos antes mencionados.

### Reacción
El hecho conmocionó a la población venezolana, desde cantantes, religiosos (Papa Francisco) y varios políticos venezolanos (oposición y oficialistas), e incluso el presidente Maduro, expresaron sus condolencias y condenaron la situación. Aparte, se decretó tres días de duelo en dicho estado venezolano.

### Duelo en el escultismo
El comisionado de la Región Scout Táchira, Lizandro Diaz Acosta, emitió un comunicado en el cual informó que el estado Táchira decretó luto y que no habría actividades en el Movimiento Scout de dicho estado. Por otra parte, la Asociación Scouts de Colombia declaró tres día de luto desde el 26 hasta el 28 de febrero de 2015.